# Шандор Тотка
Шандор Тотка (угор. Sándor Tótka, нар. 27 липня 1994) — угорський веслувальник на байдарках, олімпійський чемпіон 2020 року, срібний призер Олімпійських ігор 2024 року, чемпіон світу та Європи.

## Виступи на Олімпіадах
| Олімпіада           | Дисципліна                    | Місце |
| ------------------- | ----------------------------- | ----- |
| Ріо-де-Жанейро 2016 | байдарки-двійки, 200 метрів   | 4     |
| Токіо 2020          | байдарки-одиночки, 200 метрів | 1     |
| Токіо 2020          | байдарки-четвірки, 500 метрів | 7     |
| Париж 2024          | байдарки-двійки, 500 метрів   | 2     |
| Париж 2024          | байдарки-четвірки, 500 метрів | 7     |

## Зовнішні посилання
- Шандор Тотка на сайті International Canoe Federation (англійська)
- Шандор Тотка на сайті Olympics.com (англійська)
- Шандор Тотка на сайті Olympedia (англійська)
- Шандор Тотка на сайті Hungarian Olympic Committee (угорська)